# Sinval Boaventura
Sinval Boaventura (Rio Paranaíba, 1924 — Goiânia, 27 de maio de 2014) foi um político brasileiro.
Foi prefeito de sua cidade natal, em Minas Gerais, por duas ocasiões, a primeira delas quando tinha apenas 22 anos.
Foi deputado estadual por Minas Gerais na 5ª legislatura, eleito pelo Partido Social Progressista (PSP). e deputado federal por três mandatos, também por Minas Gerais.
Foi prefeito de Itapuranga, no estado de Goiás, de 1993 a 1996, quando era filiado ao Partido do Movimento Democrático Brasileiro (PMDB).
Morreu aos 90 anos, vítima de pneumonia.